# Liste der denkmalgeschützten Objekte in Ústí nad Labem
Grundlage dieser Liste der denkmalgeschützten Objekte in Ústí nad Labem (Okres Ústí nad Labem) ist die ÚSKP-Liste (Ústřední seznam kulturních památek České republiky, deutsch Zentrale Liste der Kulturdenkmäler der Tschechischen Republik), die von der tschechischen Denkmalschutzbehörde NPÚ (Národní památkový ústav, deutsch Nationale Denkmalbehörde) seit 1987 geführt wird und an die seit dem Jahr 1850 geschaffenen Listen anschließt.

## Denkmalgeschützte Objekte vonÚstí nad Labem(Aussig an der Elbe)

### Ústí nad Labem (Stadt)

#### Ústí nad Labem (Zentrum)
| Lage                                                    | Objekt | Beschreibung | ÚSKP-Nr.                  | Bild                                     |
| ------------------------------------------------------- | --- | --- | ------------------------- | ---------------------------------------- |
| Ústí n. L., Hradiště 97 (Standort)                      | Dominikanerkloster mit St.-Adalbert-Kirche                                                                | Dominikanerkloster mit St.-Adalbert-Kirche (Dominikánský klášter s kostelem svatého Vojtěcha): Kloster Nr. 97, Klostergarten, Einfriedung mit Portal und Tor, Wirtschaftsgebäude | 42740/5-265 Info Katalog  | weitere Bilder                           |
| Ústí n. L., Kostelní náměstí, Bílinská (Standort)       | Dekanatskirche Mariä Himmelfahrt                                                                          | Kirche Mariä Himmelfahrt (Kostel Nanebevzetí Panny Marie), Kruzifix mit Statue der Hl. Maria Magdalene | 42984/5-264 Info Katalog  | weitere Bilder                           |
| Ústí n. L., Velká Hradební 2336 (Standort)              | Rathaus (Magistrát)                                                                                       | Rathaus – Magistrát | 43175/5-268 Info Katalog  | weitere Bilder                           |
| Ústí n. L., Lidické náměstí 1710 (Standort)             | Nordböhmisches Theater                                                                                    | Nordböhmisches Theater – Severočeské divadlo opery a baletu (ehem. „Zdeněk Nejedlý“) | 43508/5-5038 Info Katalog | weitere Bilder                           |
| Ústí n. L., Masarykova 1000 (Standort)                  | Stadtmuseum, ehem. Schule                                                                                 | Ehem Schule, jetzt Museum der Stadt Ústí nad Labem. | 43242/5-5051 Info Katalog | weitere Bilder                           |
| Ústí n. L., Revoluční 1521/84, U Chemičky (Standort)    | Altes Verwaltungsgebäude der Gesellschaft für chemische und metallurgische Produktion (später Spolchemie) | Das Gelände des ehemaligen Verwaltungsgebäudes, bestehend aus Gebäude Nr. 1521 mit seinem ursprünglichen Zaun und Tor, befindet sich am südöstlichen Rand des Industriegebiets der Spolchemie. Ursprünglich war es ein Solitärgebäude im neugotischen Stil, das auf einem U-förmigen Grundriss errichtet wurde. Architekt = Robert Langs. Der Nordflügel wurde 1930 nachträglich um einen Verbindungsbau Nr. 135/2 ergänzt. | 106128 Info Katalog       | weitere Bilder                           |
| Ústí n. L., Revoluční 1930 (Standort)                   | Verwaltungsgebäude der Spolchemie                                                                         | Neues Verwaltungsgebäude der Spolchemie – Firma für chemische und metallurgische Produkte | 105404 Info Katalog       | weitere Bilder                           |
| Ústí n. L., Bratislavská (Standort)                     | Apostel-Paulus-Kirche                                                                                     | Apostel-Paulus-Kirche (Kostel apoštola svatého Pavla), auch Rote Kirche | 50197/5-5843 Info Katalog | weitere Bilder                           |
| Ústí n. L., Winstona Churchilla 1344/2 (Standort)       | Wolfrum-Villa (Wolfrumova vila)                                                                           | Villa des Unternehmers Ludwig Wolfrum (1848–1935), erbaut 1888/89 von Hans Miksch (1846–1904) und Julian Niedzielski (1849–1901) |                           | Wolfrum-Villa (Wolfrumova vila)          |
| Ústí n. L., Winstona Churchilla 1974/3 (Standort)       | Weinmann-Villa (Weinmannův palác)                                                                         | Villa des Unternehmers Hans Weinmann (1885–1960), erbaut 1929/30 von Paul Brockardt (1882–1941) mit Stützmauern und Garten, jetzt Nordböhmische Wissenschaftsbibliothek | 42622/5-3519 Info Katalog | weitere Bilder                           |
| Ústí n. L., Winstona Churchilla 1368/4 (Standort)       | Petschek-Villa (Petschkův vila)                                                                           | Villa des Unternehmers Ignaz Petschek (1857–1934), erbaut um 1890 von Hans Miksch (1846–1904) und Julian Niedzielski (1849–1901), 1934 Umbau durch Paul Brockardt (1882–1941) |                           | Petschek-Villa (Petschkův vila)          |
| Ústí n. L., Winstona Churchilla 1348/6 (Standort)       | Petschek-Villa (Petschkův palác)                                                                          | Villa von Franz Petschek: Treppe, Terrasse und Garten mit Einfriedung, erbaut 1929–1931 von Paul Brockardt (1882–1941) | 43643/5-267 Info Katalog  | weitere Bilder                           |
| Ústí n. L., Winstona Churchilla 1512/8 (Standort)       | Weinmann-Villa (Weinmannův vila)                                                                          | Villa des Unternehmers Jacob Weinmann (1852–1928), erbaut 1894/95 von Hans Miksch (1846–1904) und Julian Niedzielski (1849–1901) |                           | Weinmann-Villa (Weinmannův vila)         |
| Ústí n. L., Na Schodech 1601/10 (Standort)              | Wolfrum-Villa (Wolfrumova vila)                                                                           | Villa des Unternehmers des Carl Friedrich Wolfrum (1842–1924), erbaut 1888/89 von Hans Miksch (1846–1904) und Julian Niedzielski (1849–1901), mit Terrassen und Treppen, Garten, Grotte, Bacchus-Statue, Schwimmbad und anderen Kleindenkmalen, sowie Einfriedung | 43346/5-4943 Info Katalog | weitere Bilder                           |
| Ústí n. L., Čajkovského 1837, 1838, Mařákova (Standort) | Schicht-Villa Nr. 1837 mit Haus Nr. 1838                                                                  | Neobarocke Villa des Unternehmers Heinrich Schicht (1880–1959) (Sohn von Johann Schicht), erbaut 1931 vom Architekten Paul Brockardt (1882–1941), einschl. Terrassen mit zwei Treppen, Zäune mit einem Eingangstor, Südparterre mit Stützmauern und Treppen, Naturpark mit Stützmauern und Treppen, Wohnhaus des Personals Nr. 1838 und ehemalige Garage                                                                    | 105435 Info Katalog       | Schicht-Villa Nr. 1837 mit Haus Nr. 1838 |
| Ústí n. L., Větruše (Standort)                          | Ehem. Richtstätte (Popraviště)                                                                            | Popraviště – Reste der Richtstätte, südwestlich der Innenstadt auf dem Gerichtshügel (Větruše – Ferdinandshöhe) | 101663 Info Katalog       | weitere Bilder                           |
| Ústí n. L., Čajkovského 1822/96a, Mařákova (Standort)   | Villa Josef Hönig                                                                                         | Areal einer Wohnvilla (1926) am linken Ufer der Elbe, mit geräumiger rechteckiger Terrasse und Treppe zum Garten, im westlichen Teil eines großen Parks gelegen. | 106268 Info Katalog       | BW                                       |

#### Klíše (Kleische)
| Lage                               | Objekt                                                      | Beschreibung | ÚSKP-Nr.            | Bild           |
| ---------------------------------- | ----------------------------------------------------------- | --- | ------------------- | -------------- |
| Klíše, Palachova 400/37 (Standort) | Tschechische Grundschule und bürgerliche Minderheitenschule | Das funktionalistisches Gebäude der Grundschule wurde 1930 errichtet. Architekt: Josef Gočár (1880–1945). Die Schule wurde am 28. September 1930 eröffnet. | 106960 Info Katalog | weitere Bilder |

#### Všebořice (Schöbritz)
| Lage                                                   | Objekt         | Beschreibung                                                   | ÚSKP-Nr.                 | Bild           |
| ------------------------------------------------------ | -------------- | -------------------------------------------------------------- | ------------------------ | -------------- |
| Všebořice, Pod vodojemem (Standort)                    | Nikolauskirche | Nikolauskirche (Kostel svatého Mikuláše), Einfriedung und Tore | 42431/5-279 Info Katalog | weitere Bilder |
| Všebořice, Kreuzung Masarykova, Plynárenská (Standort) | Bildstock      | Bildstock (Boží muka)                                          | 43201/5-280 Info Katalog | Bildstock      |
| Všebořice, Pod vodojemem Nr. 37 (Standort)             | Prokopstatue   | Prokopstatue (Socha sv. Prokopa), im Garten von Nr. 37         | 42913/5-281 Info Katalog | Prokopstatue   |

#### Skorotice (Gartitz)
| Lage                 | Objekt        | Beschreibung                                                                                          | ÚSKP-Nr.                 | Bild           |
| -------------------- | ------------- | --- | ------------------------ | -------------- |
| Skorotice (Standort) | Wenzelskirche | Wenzelskirche (Kostel svatého Václava), einschl. Treppenhaus, Kreuz, Einfriedung mit Toren und Treppe | 42686/5-242 Info Katalog | weitere Bilder |

#### Předlice (Prödlitz)
| Lage                                            | Objekt                               | Beschreibung | ÚSKP-Nr.                 | Bild           |
| ----------------------------------------------- | ------------------------------------ | --- | ------------------------ | -------------- |
| Předlice (Standort)                             | Nepomukstatue                        | Nepomukstatue (Socha sv. Jana Nepomuckého) | 42756/5-273 Info Katalog | Nepomukstatue  |
| Předlice, Hrbovická / Školní náměstí (Standort) | Kirche St. Josef (Kostel sv. Josefa) | Kirche und Pfarrhaus wurden 1906 in einem neu entstehenden Stadtteil als katholische Gegenreaktion zur deutschnationalen und protestantischen Bewegung „Los von Rom“ errichtet. Es handelt sich um einen solitären neoromanischen Zentralbau mit halbrundem Presbyterium. Architekt: Matěj Blecha (1861–1919). | 106767 Info Katalog      | weitere Bilder |

#### Habrovice (Johnsdorf)
| Lage                   | Objekt             | Beschreibung                           | ÚSKP-Nr.                 | Bild               |
| ---------------------- | ------------------ | -------------------------------------- | ------------------------ | ------------------ |
| Habrovice 1 (Standort) | Veste – Herrenhaus | Veste – Herrenhaus (Tvrz – panský dům) | 43226/5-167 Info Katalog | Veste – Herrenhaus |

### Ústí nad Labem-Neštěmice

#### Neštěmice (Nestomitz)
| Lage                 | Objekt   | Beschreibung                                   | ÚSKP-Nr.                 | Bild           |
| -------------------- | -------- | ---------------------------------------------- | ------------------------ | -------------- |
| Neštěmice (Standort) | Kapelle  | Kapelle                                        | 42966/5-219 Info Katalog | weitere Bilder |
| Neštěmice (Standort) | Kruzifix | Kruzifix (Gedenkkreuz) im Garten an der Schule | 42424/5-220 Info Katalog | Kruzifix       |

#### Krásné Březno (Schönpriesen)
| Lage                                                                         | Objekt                       | Beschreibung | ÚSKP-Nr.                  | Bild           |
| ---------------------------------------------------------------------------- | ---------------------------- | --- | ------------------------- | -------------- |
| Krásné Březno (Standort)                                                     | Kirche des Hl. Florian       | Kirche des Hl. Florian (Kostel svatého Floriána), einschl. Verbindungstrakt, Ecce-Homo-Skulptur und Nepomukstatue | 43239/5-3520 Info Katalog | weitere Bilder |
| Krásné Březno, Podmokelská 1 (Standort)                                      | Schloss Schönpriesen         | Schloss Krásné Březno (genannt die alte Burg) mit Park, Toren und Einfriedung | 42818/5-272 Info Katalog  | weitere Bilder |
| Krásné Březno, Neštěmická ul., unterhalb der Siedlun Pod Výšinkou (Standort) | Grabstellen auf dem Friedhof | Vier Grabstellen auf dem Friedhof in Schönpriesen (Krásné Březno) aus den Jahren 1902 bis 1943, wo bedeutende Persönlichkeiten der Stadt Ústí nad Labem (Aussig) begraben sind: - Grabstätte der Familie Alois Köhler, ab 1902, neugotisch - Familien-Grabstätte Anton Baselt, 1906–1910, neugotisch - Grabmal der Familie Carl F. Wolfrum, ab 1908, Jugendstil - Grabmal der Familie Fritz Wolfrum, 1943 | 106945 Info Katalog       | weitere Bilder |

#### Mojžíř (Mosern)
| Lage                            | Objekt                          | Beschreibung                                                       | ÚSKP-Nr.                  | Bild           |
| ------------------------------- | ------------------------------- | ------------------------------------------------------------------ | ------------------------- | -------------- |
| Mojžíř, Hlavní (Standort)       | Kirche der Hll. Simon und Judas | Kirche der Heiligen Simon und Judas (Kostel svatých Šimona a Judy) | 10933/5-5646 Info Katalog | weitere Bilder |
| Mojžíř, am Pfarrhaus (Standort) | Donatusstatue                   | Statue des Donatus von Arezzo (Socha sv. Donáta) am Pfarrhaus      | 42755/5-216 Info Katalog  | Donatusstatue  |
| Mojžíř, Horní 24 (Standort)     | Haus Nr. 24                     | Bauernhaus                                                         | 42512/5-217 Info Katalog  | weitere Bilder |

### Ústí nad Labem-Střekov

#### Střekov (Schreckenstein)
| Lage                                           | Objekt                                                            | Beschreibung | ÚSKP-Nr.                  | Bild                                        |
| ---------------------------------------------- | ----------------------------------------------------------------- | --- | ------------------------- | ------------------------------------------- |
| Střekov, Na Zacházce 844 (Standort)            | Burg Střekov (Hrad Střekov)                                       | Burgruine Schreckenstein (Hrad Střekov): obere und untere Burg mit einem Verbindungstrakt, Turmwand mit einem Torso des Eingangsgebäudes der Oberburg, Burgmauer mit Tor, Stützmauer am Haupttor, Bastion I-II, Schmiede, Gebäude Nr 844 mit Rittersaal, Wirtschaftsgebäude, unteres Burgtor, Terrasse und Keller. | 42452/5-274 Info Katalog  | weitere Bilder                              |
| Střekov, Pod hradem (Standort)                 | Schleuse Střekov                                                  | Masaryk-Schleuse unterhalb der Burg Schreckenstein | 43379/5-275 Info Katalog  | weitere Bilder                              |
| Střekov, Park T. G. Masaryka (Standort)        | Säule mit Skulptur der Heiligen Drei Könige                       | Säule mit Skulptur der Heiligen Drei Könige seit 2009 – urspr. in Svádov (Schwaden) | 42563/5-4830 Info Katalog | Säule mit Skulptur der Heiligen Drei Könige |
| Střekov, Žukovova 546/15 (Standort)            | Ehem. Rathaus Schreckenstein-Střekov                              | Rathaus der ehemaligen selbstständigen Stadt Schreckenstein (Střekov). | 106752 Info Katalog       | weitere Bilder                              |
| Střekov, Žukovova 100/27 (Standort)            | Verwaltungsgebäude der Firma Georg Schicht AG, jetzt SETUZA a. s. | Das Verwaltungsgebäude der Schicht-Werke Aussig in Ústí nad Labem, Zentrum eines der größten europäischen Chemiewerke, errichtet 1911 im Art-Deco-Stil. Baufirma: Alwin Köhler & Co. | 107120 Info Katalog       | weitere Bilder                              |
| Střekov, Malířský Koutek (Standort)            | Glockenturm mit Meilenstein                                       | Glockenturm mit Meilenstein (Zvonička s milníkem) | 42381/5-4824 Info Katalog | Glockenturm mit Meilenstein                 |
| Střekov, U Stanice 822 (Standort)              | Dampfwasserwerk                                                   | Wasserturm mit Zisterne im südlichen Teil des Bahnhofs Ústí nad Labem-Střekov | 104623 Info Katalog       | weitere Bilder                              |
| Hřbitov Střekov, U Krematoria 398/8 (Standort) | Grabstätte der Familie Johann Schicht                             | Grabstätte der Familie Johann Schicht (1855–1907) auf dem Friedhof in Schreckenstein; ein markantes Jugendstil-Bauwerk aus dem Jahr 1911, auf beiden Seiten mit Figurenpaaren versehen und mit einem rechteckigen, durch Mauern begrenzten Vorplatz. Gestaltung: Heinrich Karl Scholz (1880–1937) und W. Pleier.   | 106946 Info Katalog       | Grabstätte der Familie Johann Schicht       |

#### Nová Ves (Neudörfel)
| Lage                     | Objekt                                | Beschreibung                           | ÚSKP-Nr.                 | Bild               |
| ------------------------ | ------------------------------------- | -------------------------------------- | ------------------------ | ------------------ |
| Nová Ves (Standort)      | Kapelle der Heiligsten Dreifaltigkeit | Kapelle der Heiligsten Dreifaltigkeit  | 42331/5-221 Info Katalog | weitere Bilder     |
| Nová Ves 1354 (Standort) | Haus Nr. 18 / 1354                    | Umgebindehaus aus dem 18. Jahrhundert. | 43011/5-223 Info Katalog | Haus Nr. 18 / 1354 |
| Nová Ves 1351 (Standort) | Haus Nr. 13 / 1351                    | Umgebindehaus aus dem 18. Jahrhundert. | 43513/5-222 Info Katalog | BW                 |

#### Brná (Birnai)
| Lage                                    | Objekt       | Beschreibung | ÚSKP-Nr.                 | Bild           |
| --------------------------------------- | ------------ | ------------ | ------------------------ | -------------- |
| Brná, Sebuzínská, U Kapličky (Standort) | Annenkapelle | Annenkapelle | 43316/5-160 Info Katalog | weitere Bilder |

#### Církvice (Zirkowitz)
| Lage                        | Objekt                   | Beschreibung                                                                        | ÚSKP-Nr.                  | Bild           |
| --------------------------- | ------------------------ | ----------------------------------------------------------------------------------- | ------------------------- | -------------- |
| Církvice (Standort)         | Kirche Mariä Himmelfahrt | Kirche Mariä Himmelfahrt (Kostel Nanebevzetí Panny Marie) mit Glockenturm und Mauer | 12265/5-5506 Info Katalog | weitere Bilder |
| Církvice, Náves, (Standort) | Nepomukstatue            | Nepomukstatue an der Kirche (Socha svatého Jana Nepomuckého)                        | 42549/5-241 Info Katalog  | BW             |

#### Sebuzín (Sebusein)
| Lage                      | Objekt                  | Beschreibung            | ÚSKP-Nr.                 | Bild                    |
| ------------------------- | ----------------------- | ----------------------- | ------------------------ | ----------------------- |
| Sebuzín, Náves (Standort) | Kapelle des Hl. Vinzenz | Kapelle des Hl. Vinzenz | 42711/5-240 Info Katalog | Kapelle des Hl. Vinzenz |

#### Svádov (Schwaden)
| Lage                                 | Objekt       | Beschreibung                                                                              | ÚSKP-Nr.                 | Bild           |
| ------------------------------------ | ------------ | ----------------------------------------------------------------------------------------- | ------------------------ | -------------- |
| Svádov, Svatojakubská (Standort)     | Jakobskirche | Jakobskirche (Kostel svatého Jakuba Staršího): Kapelle, Einfriedung mit Toren und Treppen | 43570/5-249 Info Katalog | weitere Bilder |
| Svádov, Labská 1, Vítězná (Standort) | Pfarrhaus    | Pfarrhaus                                                                                 | 43558/5-250 Info Katalog | Pfarrhaus      |